# Junko Minagawa
Junko Minagawa (皆川 純子?, Minagawa Junko; Prefettura di Ibaraki, 22 novembre 1975) è una doppiatrice giapponese, affiliata con l'agenzia Haikyo. È principalmente conosciuta come doppiatrice di personaggi maschili e giovani, benché nel corso della propria carriera abbia doppiato anche personaggi femminili. Ha inoltre cantato alcune sigle di apertura di anime come Prince of Tennis.

## Ruoli

### Anime
- .hack//Legend of the Twilight (Shugo Kunisaki)
- Aria - The Animation (Akira E. Ferrari)
- Basquash! (Slash Keenz)
- Battle Spirits - Sword Eyes (Tsurugi Tatewaki)
- Black Cat (Leon Elliott and Silphy)
- Blassreiter (Malek Yildrim Werner)
- Black Clover (Mereoleona Vermillion)
- Bokurano (Jun Ushiro)
- Buso Renkin (Madoka Maruyama)
- Canaan (Natsume)
- Cannon Busters (Hilda)
- Chrono Crusade (Joshua Christopher)
- Cobra the Animation (Queen)
- Code Geass (Cornelia Li Britannia)
- Digimon Xros Wars (Deputymon)
- D.Gray-man (Archie)
- Drifters (Jeanne d'Arc)
- Duel Masters (Hakuoh)
- Fantastic Children (Tohma)
- FLCL: Grunge (Shinpachi)
- Fushigiboshi no Futagohime (Eclipse/Shade)
- Fushigiboshi no Futagohime (Shade)
- Godannar (Shinobu Saruwatari)
- He Is My Master (Yoshitaka Nakabayashi)
- Honey and Clover (Kaoru Morita (as a child))
- Ichigo Mashimaro (Sasatsuka)
- Jinki:EXTEND (Mel J. Vanette)
- Kämpfer (Hitomi Minagawa)
- Kenichi: The Mightiest Disciple (Shiratori)
- Kimi to boku (Yuuki Asaba)
- Kirakira Pretty Cure À La Mode (Julio)
- Loveless (manga) (Ritsuka Aoyagi)
- Mermaid Melody Pichi Pichi Pitch (Mikeru)
- Negima!: Magister Negi Magi (Ayaka Yukihiro)
- Negima (Ayaka Yukihiro)
- Pandora Hearts (Oz Vessalius)
- Rockman.EXE Axess (Allegro)
- Sailor Moon Crystal (Haruka Ten'ō/Sailor Uranus)
- Saru Get You -On Air- (Hiroki)
- Shakugan no Shana (Khamsin Nbh`w)
- Shakugan no Shana III Final (Khamsin Nbh`w)
- Shōnen Onmyouji (Genbu)
- Super Lovers (Ren Kaidou)
- Prince of Tennis (Ryoma Echizen)
- The World of Narue (Kanaka Nanase)
- Trinity Blood (Ion Fortuna)
- Tsubasa Chronicle (Ryuuou)
- Tytania (Miranda Casimir)
- Vampire Knight (Ruka Souen)
- Valkyria Chronicles (Rosie)
- Viper's Creed (Norma)
- Mujin wakusei Survive (Shingo)
- Yu-Gi-Oh! 5D's (Misty Lola)
- Zettai karen children (Tim Toy)
- KiraKira Precure Á la Mode (Julio, Rio)

### Videogiochi
- Arknights (Catapult)
- Baten Kaitos Origins (Palolo II)
- Bayonetta 2 (Loki)
- Binary Domain (Rachel Townsend)
- Bravely Default II (Shirley)
- Catherine (Erica Anderson, Trisha/Ishtar/Astaroth)
- Catherine: Full Body (Erica Anderson, Trisha/Ishtar/Astaroth)
- Dead or Alive 4 (Eliot)
- Dead or Alive: Dimensions (Eliot)
- Dead or Alive 5 (Eliot)
- Dead or Alive 6 (Eliot)
- Dragon Quest XI S: Echi di un'era perduta - Edizione Definitiva (Jago (giovane))
- Dragon Quest Treasures (AL4N)
- Dragon Shadow Spell (Jehuty)
- El Shaddai: Ascension of the Metatron (Ishtar)
- Eternal Sonata (Count Waltz)
- Fushigi Yuugi Suzaku Ibun (Nuriko)
- Genshin Impact (Xingqiu)
- Granblue Fantasy (Gareth)
- Grandia Online (Ralga Female)
- Guilty Gear Xrd -SIGN- (Ariels)
- Guilty Gear Xrd -REVELATOR- (Ariels)
- Guilty Gear -STRIVE- (Ariels)
- Hiiro no kakera (Kiyono Takara, Masataka Ashiya)
- Kid Icarus: Uprising (Gaol)
- Nier Re[in]carnation (Rion)
- Project X Zone 2 (Ada Wong)
- Project Zero III: The Tormented (Rei Kurosawa, Reika Kuze)
- Remember11 (Yuni Kusuda)
- Resident Evil: Operation Raccoon City (Ada Wong)
- Resident Evil 6 (Ada Wong, Carla Radames)
- Resident Evil 2 (videogioco 2019) (Ada Wong)
- Resident Evil 4 (videogioco 2023) (Ada Wong)
- Sakura Wars: So Long, My Love (Sagiitta Weinberg)
- Shin Megami Tensei: Devil Survivor Overclocked (Yoshino Harusawa)
- Suikoden V (Roy, Zerase, and option B of Prince voice)
- Tales of Hearts (Incarose)
- Teppen (Ada Wong)
- Unlimited SaGa (Rebecca, Platyphyllum)
- Yu-Gi-Oh 5D's Tag Force 4 (Misty Lola)
- Yu-Gi-Oh 5D's Tag Force 6 (Misty Lola)
- League of Legends (Fiora)

### Drama CD
- Beauty Pop (Kiri Koshiba)
- Fullmetal Alchemist Vol. 1 (Edward Elric)
- Pandora Hearts (Oz Bezarius)
- Hayate X Blade (Mikado Akira)
- Shin Megami Tensei: Devil Survivor (Harusawa Yoshino)
- Charming Junkie (Umi Kajiwara)
- Kimi to boku (Yuki)
- Seikon no Qwaser (Alexander "Sasha" Nikolaevich Hell)